# Prix Alexandra-David-Néel/Lama-Yongden
Le prix Alexandra-David-Néel/Lama-Yongden est un prix littéraire créé en 1986, portant le nom de l'exploratrice Alexandra David-Néel et de son fils adoptif Lama-Yongden. 
Le jury a compté Jean Chalon, Jacques Lacarrière, Jacques Brosse et Marc de Smedt.
Ce prix est décerné au musée Guimet le jour anniversaire de la mort d'Alexandra David-Néel.

## Liste de lauréats
- 1997 : Jean-François Revel et Matthieu Ricard pour Le Moine et le Philosophe (NiL Editions)[3],[1]
- 1996 : Catherine Weinberger-Thomas pour Cendres d'immortalité. La crémation des veuves en Inde, Paris, Éditions du Seuil, 1996[4]
- 1995 : William Dessaint et Avoùnado Ngwâma, Au sud des nuages (Gallimard)[5]
- 1994 : Patrick Carré pour Un rêve tibétain (Albin Michel)[6]
- 1993 : Anne Bouchy pour Les Oracles de Shirataka : Vie d'une femme spécialiste de la possession dans le Japon du XXe siècle[7]
- 1992 : Marie-Madeleine Davy pour L'Oiseau et sa symbolique (Albin Michel)[8]
- 1991 : Michel Jourdan pour Journal du réel gravé sur un bâton[9]
- 1990 : Pierre-Antoine Donnet pour Tibet mort ou vif (Gallimard)[10].
- 1989 : Ella Maillart pour ses ouvrages[11]
- 1988 : Jean-Marie Gibbal pour Les Génies du fleuve[12],[13]
- 1987 : Marie-José Lamothe pour Les Cent mille chants (Fayard)[14],[15]
- 1986 : Marc de Smedt pour Éloge du silence (Albin Michel)[16]